# Sverre Nordby
Sverre Nordby  (1910. március 13. – 1978. december 4.) norvég labdarúgókapus.